# Iasne, Liuboml
Iasne (în ucraineană Ясне́) este un sat în așezarea urbană Holovne din raionul Liuboml, regiunea Volînia, Ucraina.

## Demografie
Componența lingvistică a localității Iasne
     Ucraineană (100%)
Conform recensământului din 2001, toată populația localității Iasne era vorbitoare de ucraineană (100%).